# Pericoloso per l'ambiente

Simbolo convenzionale identificativo delle sostanze pericolose per l'ambiente nell'UE

Simbolo convenzionale identificativo delle sostanze pericolose per l'ambiente nell'UE (fino al 2010)

Pericoloso per l'ambiente (simbolo N) è la identificazione di rischio chimico associata a sostanze o preparazioni in grado di arrecare effetti dannosi se immesse in ambiente. 
Tali sostanze possono essere in grado di agire in vario modo, risultando tossiche per gli organismi acquatici, per la flora, per la fauna, oppure sono in grado di danneggiare lo strato di ozono se immesse nell'atmosfera. È opportuno procedere al corretto stoccaggio e smaltimento di questo genere di composti; questi non vanno scaricati direttamente in fognatura o in ambiente ovvero talvolta si rende necessario trattarli prima del loro smaltimento, ciò fatte salve le prescrizioni particolari che si applicano ai rifiuti pericolosi.
Esempi di sostanze pericolose per l'ambiente sono: cloruro mercurico, bicromato di potassio, 1,1,2-triclorotrifluoroetano.